# Kanupolo-Weltmeisterschaften 1998
Die dritten Kanupolo-Weltmeisterschaften fanden vom 15. bis 20. September 1998 in Aveiro in Portugal statt.
Bei den Herren nahmen 20 Nationen teil und bei den Damen 11. In beiden Endspielen standen sich Australien und das Vereinigte Königreich gegenüber. Beide Spiele gewann Australien nach Verlängerung und Penalty-Schießen. Bei den Herren 9:8 und bei den Damen 8:7.
Die australische Herrenmannschaft gewann in der Aufstellung Duncan Cochrane, Brett Houghton, Bradley Baker, Trent Baker, Steve Gibson, Andrew Kennedy, Keith McChlery, Andrew Waters unter ihrem Trainer Paul Carter.
Die australische Damenmannschaft gewann in der Aufstellung Joanne Vartanian, Juliette Makin, Carolyn Cochrane, Celia Coote, Janet Hummerston, Belinda Ness, Anne Rosser, Gail Songberg unter ihrem Trainer Chris Van Genderen.
Die deutsche Damenmannschaft konnte zwar ihre Gruppe gewinnen, verlor aber das Halbfinale und das Spiel um den dritten Platz und wurde Vierter.
Die deutsche Herrenmannschaft wurde Fünfter und die Schweizer Mannschaft Elfte.

## Ergebnisse
| Kategorie | Gold       | Silber                 | Bronze     |
| --------- | ---------- | ---------------------- | ---------- |
| Männer    | Australien | Vereinigtes Königreich | Italien    |
| Frauen    | Australien | Vereinigtes Königreich | Frankreich |